# Journal of Difference Equations and Applications
Journal of Difference Equations and Applications is een internationaal, aan collegiale toetsing onderworpen wetenschappelijk tijdschrift op het gebied van de toegepaste wiskunde.
De naam wordt in literatuurverwijzingen meestal afgekort tot J. Differ. Equ. Appl.
Het wordt uitgegeven door Taylor & Francis en verschijnt maandelijks.
Het eerste nummer verscheen in 1995.